# Котлярова, Надежда Леонидовна
Наде́жда Леони́довна Котляро́ва (род. 12 июня 1989, Суоярви, Карельская АССР) — российская легкоатлетка, специалистка по спринтерскому бегу. Выступает за сборную России по лёгкой атлетике с 2013 года, обладательница серебряной медали чемпионата Европы в помещении, чемпионка летней Универсиады, многократная победительница и призёрка первенств национального значения. Представляет Москву и Карелию. Мастер спорта России международного класса.

## Биография
Надежда Котлярова родилась 12 июня 1989 года в городе Суоярви Карельской АССР. Впоследствии переехала на постоянное жительство в Петрозаводск.
Занималась лёгкой атлетикой под руководством тренера С. А. Воробьёва. В 2011 году окончила Карельскую государственную педагогическую академию. Состояла в ЦСКА. Являлась спортсменом-инструктором карельского Центра спортивной подготовки «Школа высшего спортивного мастерства».
Первого серьёзного успеха на взрослом международном уровне добилась в сезоне 2013 года, когда вошла в основной состав российской национальной сборной и побывала на чемпионате Европы в помещении в Гётеборге, откуда привезла награду серебряного достоинства, выигранную в программе эстафеты 4 × 400 метров совместно с Ольгой Товарновой, Татьяной Вешкуровой и Ксенией Задориной — здесь их обошла только команда из Великобритании. Также, будучи студенткой, представляла страну на летней Универсиаде в Казани, где стала шестой в беге на 200 метров и одержала победу в эстафете 4 × 400 метров.
В 2014 году на чемпионате России в Казани в составе команды Москвы победила в эстафете 4 × 400 метров. Стартовала в той же дисциплине на чемпионате мира по легкоатлетическим эстафетам в Нассау.
На чемпионате России 2015 года в Чебоксарах взяла бронзу в индивидуальном беге на 400 метров и вновь победила в эстафете 4 × 400 метров. Участвовала в чемпионате мира в Пекине — в беге на 400 метров дошла до стадии полуфиналов, тогда как в эстафете 4 × 400 метров вместе с соотечественницами Ксенией Задориной, Ксенией Рыжовой и Ксенией Аксёновой показала в финале четвёртый результат. Помимо этого, отметилась выступлением на Всемирных военных играх в Мунгёне, где стала серебряной призёркой в эстафете 4 × 100 метров и победила в эстафете 4 × 400 метров.
В 2016 году на зимнем чемпионате России в Москве выиграла бронзовую медаль в беге на 400 метров, однако провалила на этих соревнованиях допинг-тест — в её пробе были обнаружены следы запрещённого модулятора метаболизма мельдония. Но, поскольку концентрация вещества составляла всего лишь 25 нг, Российское антидопинговое агентство решило не применять к ней каких-либо дисциплинарных мер и не отстранять от участия в дальнейших соревнованиях. Так, осенью с командой Карелии Котлярова выступила на чемпионате России по эстафетному бегу в Адлере, получив бронзу в эстафете 400 + 300 + 200 + 100 метров.
На чемпионате России 2017 года в Жуковском с московской командой одержала победу в эстафете 4 × 400 метров.
В 2018 году на чемпионате России в Казани вновь была лучшей в эстафете 4 × 400 метров.
На чемпионате России 2019 года в Чебоксарах стала серебряной призёркой в эстафете 4 × 400 метров, уступив на сей раз команде из Московской области.
За выдающиеся спортивные результаты удостоена почётного звания «Мастер спорта России международного класса».
Замужем за карельским бегуном Евгением Котляровым, так же мастером спорта международного класса по лёгкой атлетике. Есть дочь.